# Irina Falconi
Irina Falconi (Portoviejo, 4 de Maio de 1990) é uma tenista profissional estadunidense.

## WTA finais

### Duplas: 3 (3 vices)
| Legenda                             |
| ----------------------------------- |
| Grand Slam (0–0)                    |
| WTA Tour (0–0)                      |
| Premier Mandatory & Premier 5 (0–0) |
| Premier (0–0)                       |
| International (0–3)                 |

| Posição | N. | Data            | Torneio                           | Piso   | Parceira           | Oponentes                                    | Placar           |
| ------- | -- | --------------- | --------------------------------- | ------ | ------------------ | -------------------------------------------- | ---------------- |
| Vice    | 1. | Agosto 3, 2012  | Citi Open, Washington, D.C., EUA  | Duro   | Chanelle Scheepers | Shuko Aoyama Chang Kai-chen                  | 5–7, 2–6         |
| Vice    | 2. | August 25, 2012 | Texas Tennis Open, Dallas, EUA    | Duro   | Līga Dekmeijere    | Marina Erakovic Heather Watson               | 3–6, 0–6         |
| Vice    | 3. | Abril 19, 2015  | Copa Colsanitas, Bogotà, Colômbia | Saibro | Shelby Rogers      | Paula Cristina Gonçalves Beatriz Haddad Maia | 3–6, 6–3, [6–10] |